# Limnochromis auritus
Limnochromis auritus es una especie de peces de la familia Cichlidae en el orden de los Perciformes.

## Morfología
Los machos pueden llegar alcanzar los 13 cm de longitud total.

## Hábitat
Es una especie de clima tropical que vive entre 24 °C-26 °C   de temperatura

## Distribución geográfica
Se encuentra en África: lago Tanganika.